# Baby's in Black
"Baby's in Black" é uma canção composta por John Lennon e Paul McCartney e creditada a Lennon/McCartney. Foi gravada pela banda britânica The Beatles e lançada no álbum Beatles for Sale, de 1964.